# Medaliści mistrzostw Polski seniorów w chodzie na 10 000 metrów
Medaliści mistrzostw Polski seniorów w chodzie na 10 000 metrów – zdobywcy medali seniorskich mistrzostw Polski w konkurencji chodu na 10 000 metrów rozgrywanej na stadionie.
Po raz pierwszy mistrzostwa Polski w chodzie na 10 000 m mężczyzn rozegrano w 2017 roku. Wcześniej, w latach 1923, 1938, 1946, 1954, 1955 i 1959, rozgrywano zawody o randze mistrzostw Polski na dystansie 10 km.

## Medaliści
| Mistrzostwa              | 1. miejsce                                       | Rezultat | 2. miejsce                                       | Rezultat | 3. miejsce                              | Rezultat |
| Białystok 2017           | Artur Brzozowski AZS-AWF Katowice                | 40:17,91 | Jakub Jelonek KS AZS AWF Kraków                  | 41:10,22 | Damian Błocki MKL Szczecin              | 41:41,39 |
| Lublin 2018              | Dawid Tomala AZS KU Politechniki Opolskiej Opole | 40:17,62 | Artur Brzozowski AZS-AWF Katowice                | 40:20,59 | Rafał Sikora AZS-AWF Katowice           | 41:57,84 |
| Radom 2019               | Dawid Tomala AZS KU Politechnika Opolskiej Opole | 42:20,50 | Rafał Sikora AZS-AWF Katowice                    | 42:22,45 | Rafał Fedaczyński AZS UMCS Lublin       | 42:23,99 |
| Włocławek 2020           | Dawid Tomala AZS KU Politechniki Opolskiej Opole | 41:39,70 | Łukasz Niedziałek WLKS Nowe Iganie               | 41:46,46 | Jakub Jelonek CKS Budowlani Częstochowa | 41:50,31 |
| Poznań 2021              | Łukasz Niedziałek WLKS Nowe Iganie               | 39:32,52 | Rafał Fedaczyński AZS UMCS Lublin                | 44:11,98 | Mateusz Nowak UKS Skoczek Skoki         | 44:38,08 |
| Suwałki 2022             | Artur Brzozowski KKL Sparta Stalowa Wola         | 43:08,10 | Jakub Jelonek CKS Budowlani Częstochowa          | 43:44,89 | Rafał Sikora KS AZS AWF Kraków          | 46:13,69 |
| Gorzów Wielkopolski 2023 | Maher Ben Hlima RKS Łódź                         | 40:35,48 | Dawid Tomala AZS KU Politechniki Opolskiej Opole | 42:11,81 | Artur Brzozowski KKL Stal Stalowa Wola  | 42:53,74 |
| Bydgoszcz 2024           | Maher Ben Hlima RKS Łódź                         | 40:33,56 | Dawid Tomala AZS KU Politechniki Opolskiej Opole | 41:53,77 | Artur Brzozowski KKL Stal Stalowa Wola  | 41:56,19 |

## Klasyfikacja medalowa
W historii mistrzostw Polski seniorów na podium tej imprezy stanęło w sumie 9 chodziarzy. Najwięcej złotych medali zdobył Dawid Tomala – 3.
| Lp. | Zawodnik          | Złoto | Srebro | Brąz | Razem |
| 1.  | Dawid Tomala      | 3     | 2      | 0    | 5     |
| 2.  | Artur Brzozowski  | 2     | 1      | 2    | 5     |
| 3.  | Maher Ben Hlima   | 2     | 0      | 0    | 2     |
| 4.  | Łukasz Niedziałek | 1     | 1      | 0    | 2     |
| 5.  | Jakub Jelonek     | 0     | 2      | 1    | 3     |
| 6.  | Rafał Sikora      | 0     | 1      | 2    | 3     |
| 7.  | Rafał Fedaczyński | 0     | 1      | 1    | 2     |
| 8.  | Damian Błocki     | 0     | 0      | 1    | 1     |
| 8.  | Mateusz Nowak     | 0     | 0      | 1    | 1     |